# Walenty Puchała
Walenty Puchała (ur. 12 lutego 1874 w Kosinie, zm. 29 lipca 1944 tamże) – polski ksiądz, katecheta, działacz społeczny, polityk, senator w II RP.

## Życiorys
Urodził się w rodzinie chłopskiej. Syn Wincentego i Marii z Drobnickich. Ukończył gimnazjum w Rzeszowie w 1895 roku, a następnie studia na Wydziale Teologicznym uniwersytetu we Lwowie.
W 1899 roku otrzymał święcenia kapłańskie. Był wikariuszem w Warężu, Chorostkowie, a od 1904 roku –  w C. K Gimnazjum w Trembowli. W 1907 roku został zastępcą nauczyciela religii, a od 1912 roku – katechetą w gimnazjum w Trembowli. Po 1918 roku mieszkał w Trembowli, gdzie do 1935 roku był katechetą w Państwowym Gimnazjum w Trembowli aż do przejścia na emeryturę.
Pełnił wiele funkcji zawodowych i społecznych, w tym był:
- wiceprezesem koła Towarzystwo Szkoły Ludowej (TSL)
- członkiem Rady Szkolnej Powiatowej (1909–1933)
- członkiem Rady Powiatowej od 1909 roku
- działaczem Centralnego Komitetu Opieki Moralnej dla Uchodźców z Galicji (w czasie I wojny światowej)
- członkiem delegatury krakowskiego Książęco-Biskupiego Komitetu dla Dotkniętych Klęską Wojny (w czasie I wojny światowej)
- kierownikiem gimnazjum w Trembowli (w latach 1921–1922)
- dyrektorem żeńskiego Seminarium Nauczycielskiego TSL (od 1922 roku)
- prezesem koła TSL
- przewodniczącym Kasy Chorych i KKO (Komunalnej Kasy Oszczędności)
- dyrektorem bursy
- członkiem Powiatowego Zarządu Związku Strzeleckiego i jego kapelanem
- burmistrzem Trembowli (wybranym w 1930 roku)
- prezesem Powiatowego Komitetu Pożyczki Narodowej (od 1933 roku)
- wiceprezesem Rady Powiatowej BBWR (od 1934 roku).

Dzięki jego staraniom powstało w powiecie wiele szkół i czytelni TSL, kółek rolniczych, Kas Reiffeisena i mleczarń. Budował kościoły i kaplice oraz przeznaczał środki finansowe w tym celu, przyczynił się do wybudowania m.in. kościoła w Boryczówce (gmina Łoszniów) pod Trembowlą. Wiele wysiłku wkładał w rozwój polskiego handlu i rzemiosła.
W 1935 roku został senatorem IV kadencji (1935–1938) z województwa tarnopolskiego. Pracował w komisjach: administracji, samorządowej i prawniczej.
W latach 1936–1938 był suspendowany przez swojego przełożonego kościelnego abp. Bolesława Twardowskiego z powodu objęcia funkcji senatora. W 1935 roku odmówił złożenia funkcji senatora odwołując się od decyzji arcybiskupa do papieża. Stolica Apostolska podtrzymała jednak suspensę. Kara kościelna została cofnięta w 1938 roku po zakończeniu kadencji oraz oficjalnych przeprosinach i złożeniu aktu skruchy przez ks. Puchałę.
W czasie II wojny światowej, na przełomie lat 1943/1944 powrócił do Kosiny. Po śmierci został pochowany na miejscowym cmentarzu w Kosinie.

## Ordery i odznaczenia
- Złoty Krzyż Zasługi (11 listopada 1934)[6][7]